# Piscina Municipal del Molí Nou
La Piscina Municipal del Molí Nou és un edifici del municipi d'Igualada (Anoia). Es tracta d'un edifici de dues plantes i un altre cos superior que sols ocupa la part central de l'edifici. L'estructura és rectangular i dominen les línies horitzontals que només es trenquen en el porxo obert de la segona planta. Davant l'edifici s'hi situa la piscina de dimensions olímpiques. Forma part de l'Inventari del Patrimoni Arquitectònic de Catalunya.

## Història
La piscina municipal fou inaugurada l'any 1934. L'obra va ésser projectada per l'arquitecte Bonaventura Bassegoda i Musté, que en aquells anys fou arquitecte municipal d'Igualada, i l'obra costà més de 200000 pessetes.